# Лозниця (Коростенський район)
Ло́зниця — село в Україні, у Народицькій селищній територіальній громаді Коростенського району Житомирської області. Населення становить 25 осіб.

## Історія
Дата заснування - 1616 рік. 
У 1906 році — село Народицької волості Овруцького повіту Волинської губернії. Відстань від повітового міста 28 верст, від волості 8. Дворів 65, мешканців 410.
У 1925—54 роках — адміністративний центр Лозницької сільської ради Народицького району.
Від 5 березня 1959 року до 15 січня 1982 року — у складі Любарської сільської ради Народицького району Житомирської області.
До 24 травня 2007 року село входило до складу Розсохівської сільської ради Народицького району Житомирської області.

## Відомі люди
- Заєць Іван Олександрович — український політик, народний депутат.
- Савлук Михайло Іванович — український вчений-економіст.